# VB-6 Felix
VB-6 Felix – amerykańska bomba kierowana z okresu II wojny światowej.
Konstrukcja bomby VB-6 była oparta na bombie burzącej AN-M65 wagomiaru 1000 funtów (korpus) i kierowanej VB-3 Razon (stateczniki i stery). Nowa była głowica samonaprowadzająca się na kontrastowo termicznie cele. W 1944 roku przeprowadzono pierwsze testy VB-6. Zrzucono sześć bomb. Jedna z nich trafiła w cel, trzy inne naprowadziły się na inne niż założony cel, a dwie nie uchwyciły żadnego celu i spadły jako swobodnie spadające. Po pierwszych próbach udoskonalono detektor podczerwieni w rezultacie czego w trakcie końcowych prób udawało się trafiać cele położone do 600 m od miejsca od teoretycznego punktu upadku bomby swobodnie spadającej.
Bomby Felix mogły być przenoszone na standardowych zamkach bombowych. Do sierpnia 1945 roku wyprodukowano około 300 bomb, ale żadna z nich nie została użyta bojowo.